# Шпањола (тврђава)
Шпањола је тврђава у Херцег Новом, на брду Бајер, подигнута за вријеме турске владавине у 15. и 16. вијеку.

## Назив
Назив је добила по Шпанцима који су учествовали у њеној градњи, за вријеме своје једногодишње владавине. У документима се тврђава звала Горњи град, а народ ју је прозвао Шпањола.

## Историја
Смјештена је на сјеверозападној страни града на надморској висини од 170 m. Тврђава доминира на улазу у Бококоторски залив. У бурној историји имала је велику улогу у одбрани града. Опасана је масивним зидинама са 4 истурена кружна бастиона на угловима. На источној страни је главни улаз, обезбјеђен спољашњим зидом. Млечани су јужну страну, према мору, дограђивали. Шпањолу су изградили Турци, а не Шпанци, како многи вјерују. Шпанци су 1538. године накратко освојили град и увидјевши стратешки значај тврђаве, обновили њене бедеме. На мјесту данашње, некада се налазила тврђава Карла V коју су Турци само годину дана касније срушили и на тим темељима подигли ново утврђење. О томе свједочи и натпис на тврђави: да ју је подигао, по Султановој наредби, Сулејман, син великог емира Сулејмана Хана.
На плочи изнад улаза, на арапском језику је писало (плоча је неовлашћено уклоњена) : "А пјесници које пут овуда нанесе, нека би гледајући ме, заносно кликтали: да, красна ти си, дивна зградо”. Тврђава је заједно са Боком 1687. године била под влашћу Млечана све до пропасти Републике 1797. године. Након пада Млетачке републике Аустрија је пожурила прије Наполеона да заузме Боку. Зато су граничари, под командом Матије Рукавине, кренули из Оточца, заузели Книн и затим Сплит, гдје су се укрцали на ратне бродове. 20. августа рано ујутро упловило је 17 аустријских ратних и осам транспортних бродова у херцегновску луку. Послије подне искрца се једна чета граничара и одмах запосједе тврђаву Шпањолу. По породичном предању Будисављевића, Мијат Будисављевић је Шпањолу освојио, не оружјем, него знањем. Наводно је раније у њој био заточен и био му је познат подземни пролаз, одакле је са својим војницима и упао у тврђаву и од Турака је освојио. Сјутрадан се искрца са ратног брода Аустрија и генерал Рукавина који је био свечано дочекан. Благодарења су одржана у топаљској цркви Светог Спаса и римокатоличкој Светог Јеронима у граду. Том четом граничара командовао је Мијат, који је послије заузећа Шпањоле продужио у Рисан и Котор гдје је била посљедња битка.
Шпањола је имала пресудну улогу и у одбрани Херцег Новог од Наполеонове војске 1806. године. У току ових борби Французи су заузели Стари град и стигли све до Шпањоле, али нису могли да је освоје. Руси су у међувремену обновили тврђаву, али је 1807. године ипак предају Французима и у њиховом посједу остаје до 1814. године када Херцег Нови и цијела Бока потпадају под власт Аустрије.
Тврђава је све до почетка 20. вијека имала својство утврђења војног карактера, а у Другом свјетском рату у њој је био стациониран логор. Колико су квалитетно грађене тврђаве у то вријеме, свједочи и податак да је Шпањола преживјела разорни земљотрес који је 1979. године погодио црногорско приморје. Иако је њена културолошка, архитектонска и историјска вриједност неспорна, тврђава је препуштена зубу времена. Објекат је зарастао у коров, унутрашњи зидови се урушавају, а поједини дијелови тврђаве нису безбједни за посјетиоце.
Огроман туристички потенцијал Херцег Новог и даље је неискориштен.